# ميناء بورتسودان
يقع ميناء بورتسودان في مدينة بورتسودان وهي مدينة ساحلية تقع في شمال شرق السودان، وهو الميناء البحري الرئيسي للسودان، وله اهمية إستراتيجية كونه يطل على البحر الأحمر، الذي يربط بين ثلاثة قارات أفريقيا، اسيا، وأوروبا 

## التاريخ

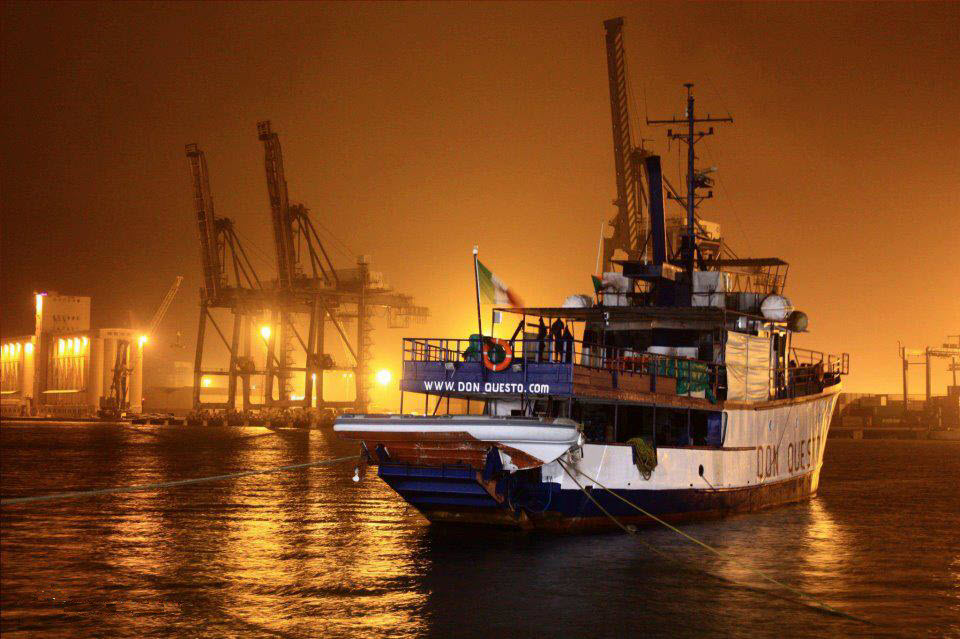

في عام 1905 بدأت عمليات التشييد في ميناء بورتسودان، ورست أول باخرة على الميناء في عام 1906، وفي عام 1909 تم افتتاح الميناء على التارة العالمية 

## معرض الصور

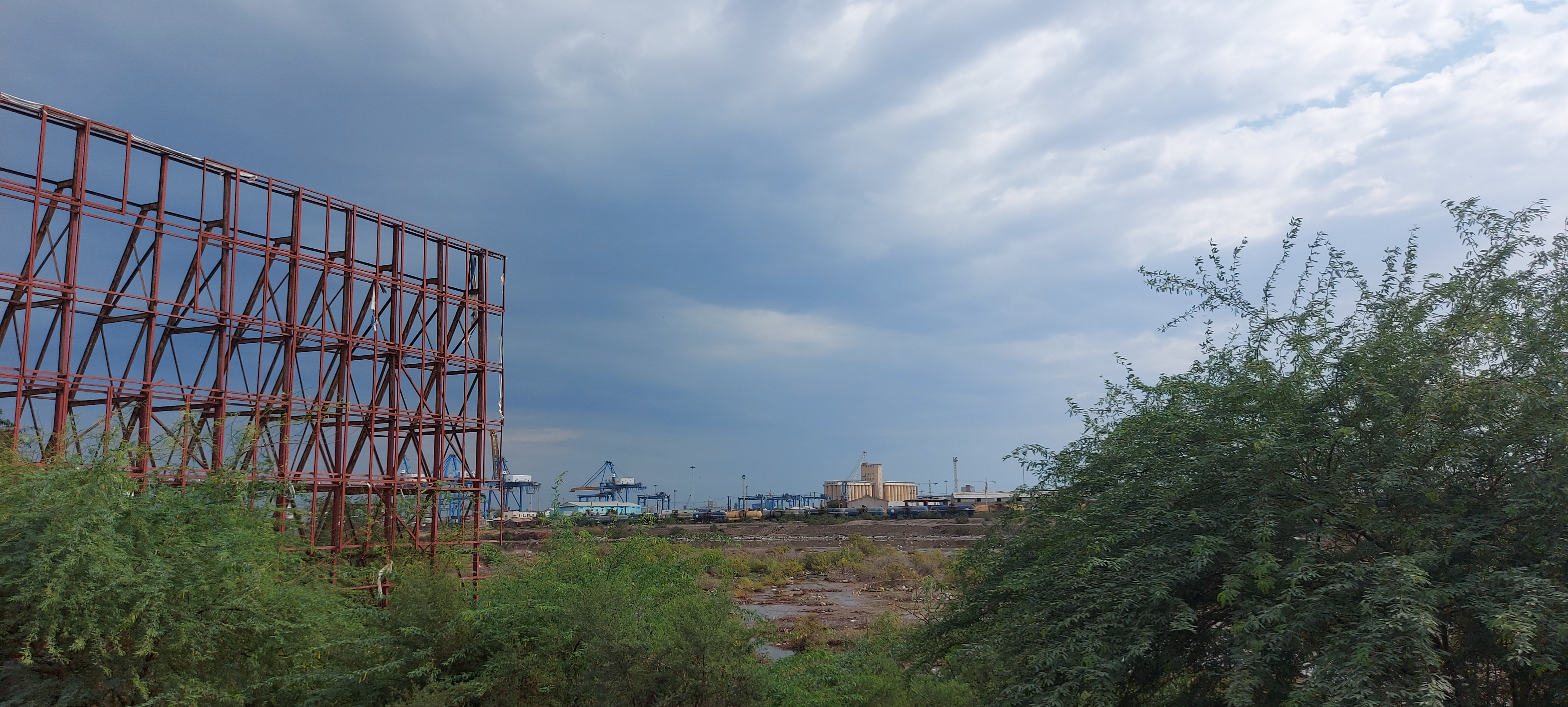
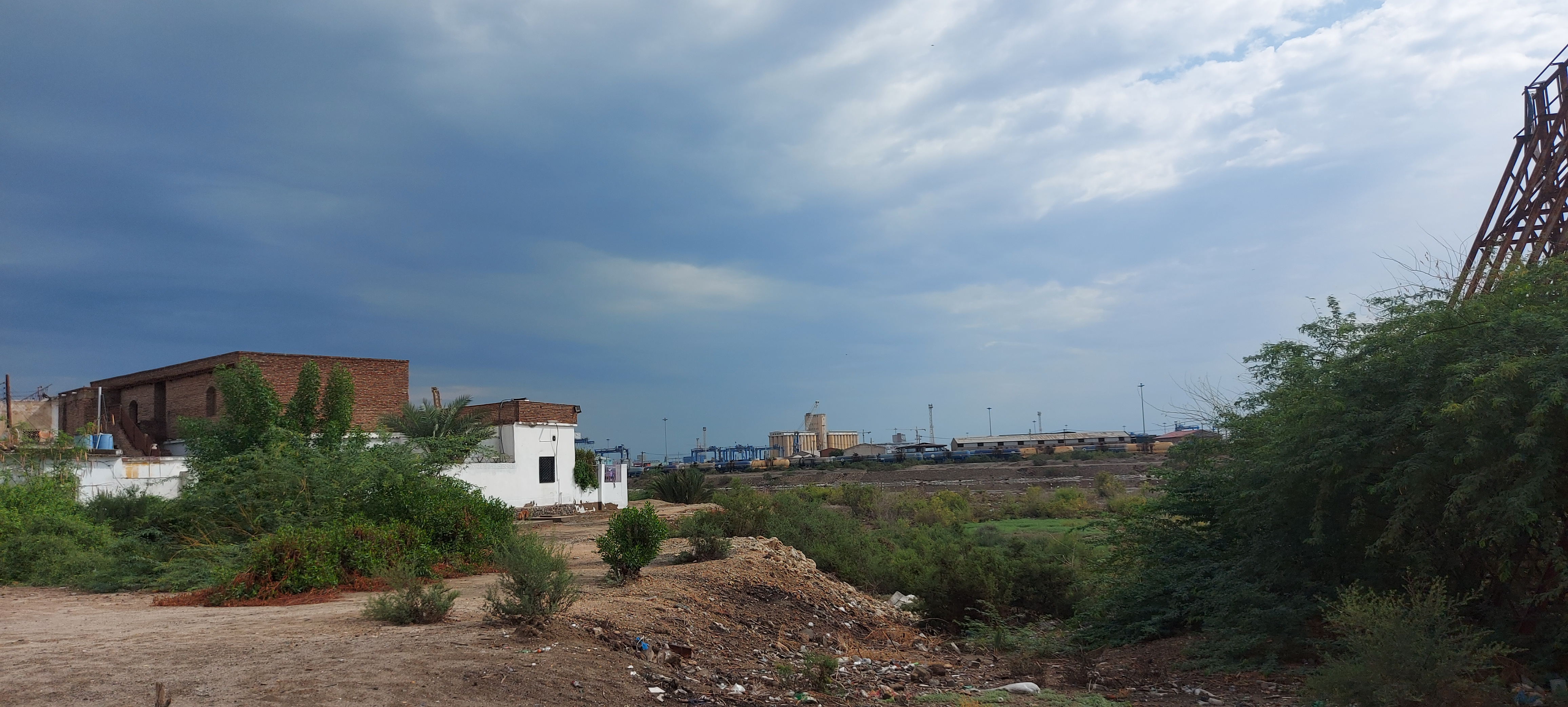
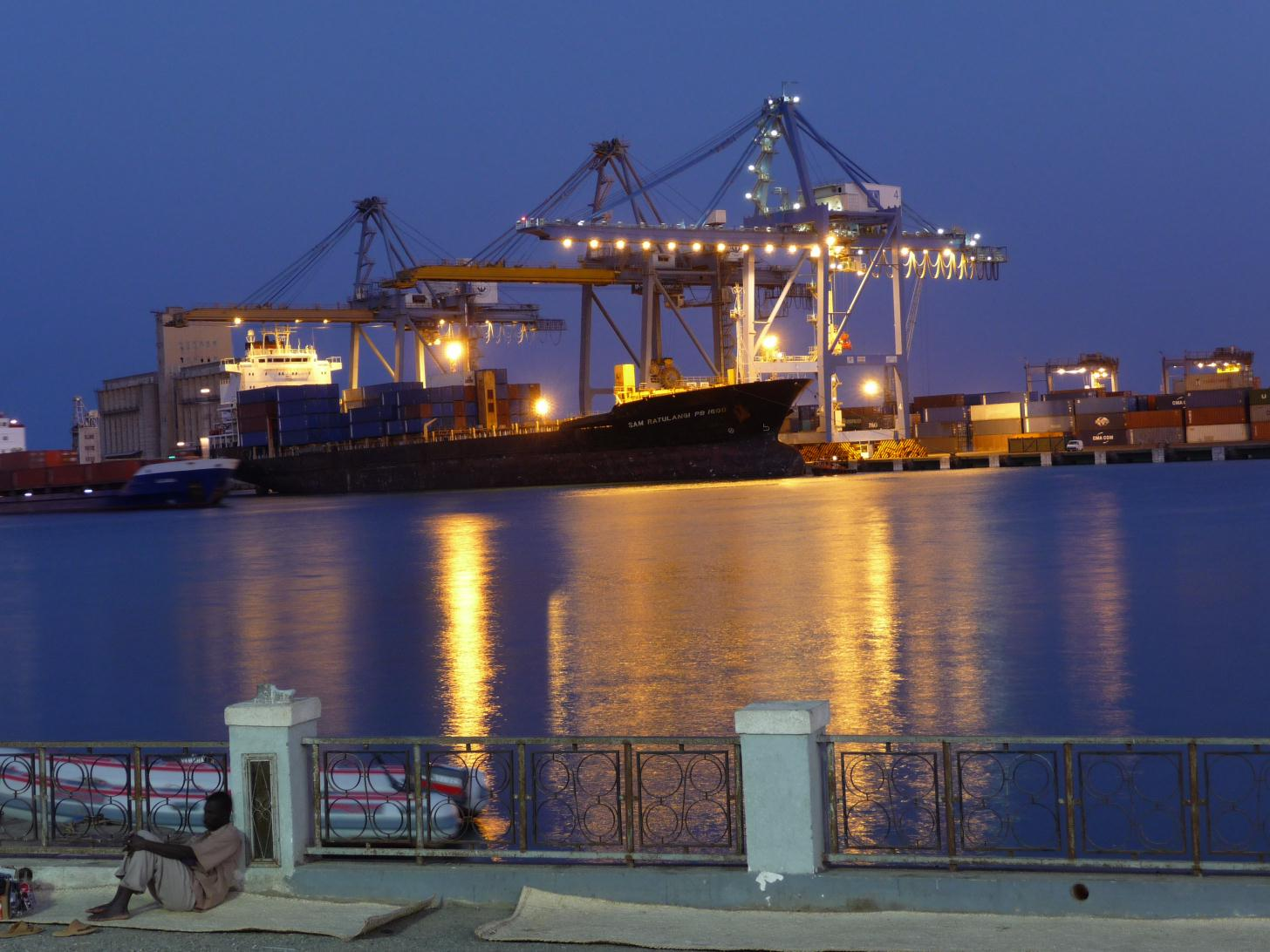
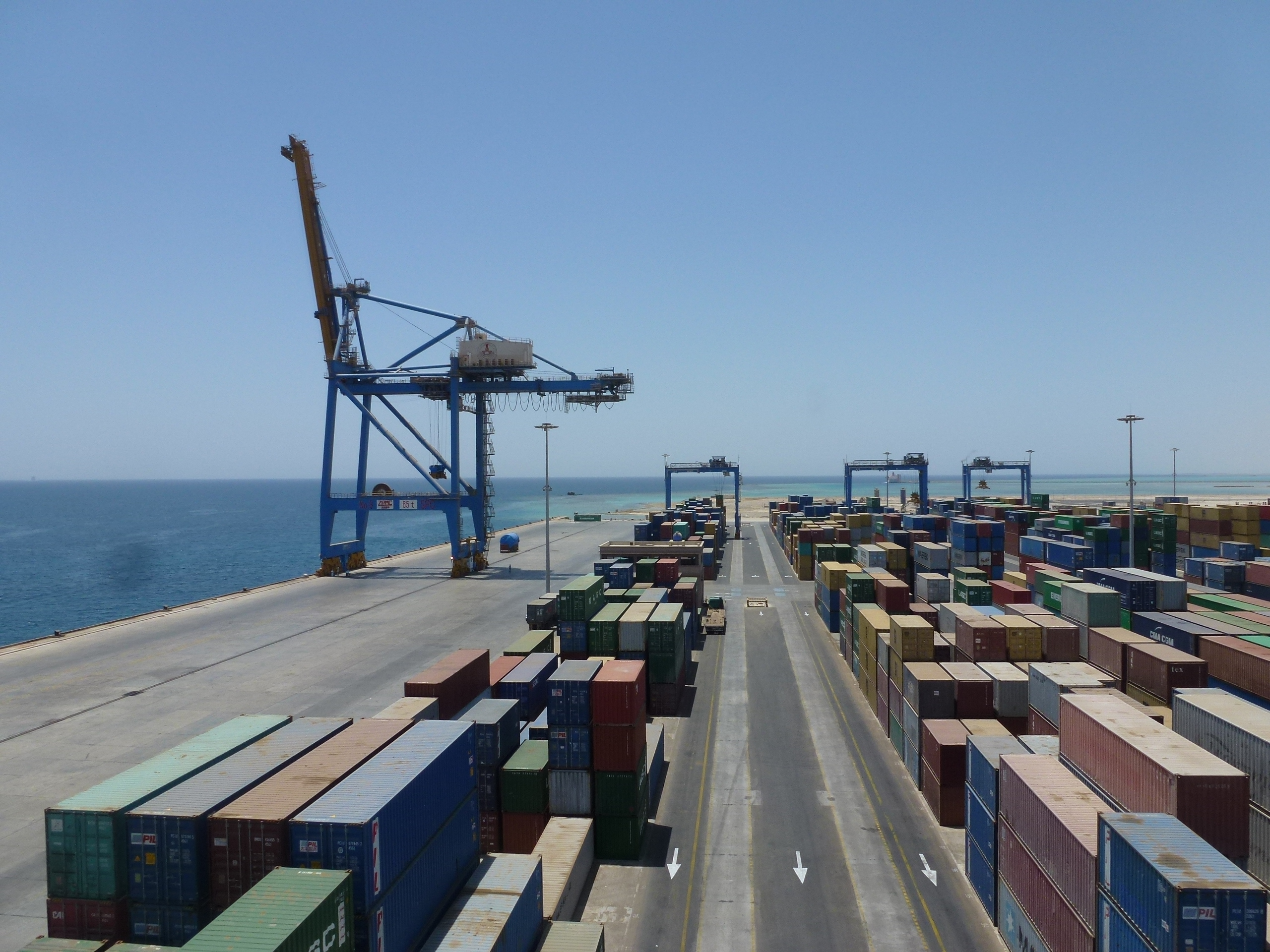

## أقسام ميناء بورتسودان
الميناء الشمالي
الميناء الجنوبي
ميناء الأمير عثمان دقنة
ميناء أوسيف
الميناء الأخضر
ميناء الخير (دمادما)

## إقراء أيضا
ولاية البحر الأحمر
بورتسودان

## وصلات خارجية
هيئة المواني البحرية